# Węgry na Letnich Igrzyskach Olimpijskich 2016
Węgry na Letnich Igrzyskach Olimpijskich 2016 reprezentowało 160 zawodników: 94 mężczyzn i 66 kobiet. Był to dwudziesty szósty start reprezentacji Węgier na letnich igrzyskach olimpijskich.

## Zdobyte medale
| Medal  | Zawodnik                                                     | Dyscyplina    | Konkurencja              | Rezultat                                                                     | Data        | Źródło |
| ------ | ------------------------------------------------------------ | ------------- | ------------------------ | ---------------------------------------------------------------------------- | ----------- | ------ |
| Złoto  | Emese Szász                                                  | Szermierka    | szpada indywidualnie     | W finale pokonała reprezentantkę Włoch Rossellę Fiamingo 15:13               | 6 sierpnia  | [ 3 ]  |
| Złoto  | Katinka Hosszú                                               | Pływanie      | 400 m stylem zmiennym    | 4:26,36                                                                      | 6 sierpnia  | [ 4 ]  |
| Złoto  | Katinka Hosszú                                               | Pływanie      | 100 m stylem grzbietowym | 58,45                                                                        | 8 sierpnia  | [ 5 ]  |
| Złoto  | Katinka Hosszú                                               | Pływanie      | 200 m stylem zmiennym    | 2:06,58                                                                      | 9 sierpnia  | [ 6 ]  |
| Złoto  | Áron Szilágyi                                                | Szermierka    | szabla indywidualnie     | W finale pokonał reprezentanta Stanów Zjednoczonych Daryla Homera 15:8       | 10 sierpnia | [ 7 ]  |
| Złoto  | Gabriella Szabó Danuta Kozák                                 | Kajakarstwo   | K-2 500 m                | 1:43,787 min                                                                 | 16 sierpnia | [ 8 ]  |
| Złoto  | Danuta Kozák                                                 | Kajakarstwo   | K-1 500 m                | 1:52,494                                                                     | 18 sierpnia | [ 8 ]  |
| Złoto  | Danuta Kozák Gabriella Szabó Tamara Csipes Krisztina Fazekas | Kajakarstwo   | K-4 500 m                | 1:31,48                                                                      | 20 sierpnia | [ 8 ]  |
| Srebro | Géza Imre                                                    | Szermierka    | szpada indywidualnie     | W finale przegrał z reprezentantem Korei Południowej Park Sang-youngem 14:15 | 9 sierpnia  | [ 9 ]  |
| Srebro | Katinka Hosszú                                               | Pływanie      | 200 m stylem grzbietowym | 2:06,05                                                                      | 12 sierpnia | [ 10 ] |
| Srebro | László Cseh                                                  | Pływanie      | 100 m stylem motylkowym  | 51,14                                                                        | 12 sierpnia | [ 11 ] |
| Brąz   | Tamás Kenderesi                                              | Pływanie      | 200 m stylem motylkowym  | 1:53,62                                                                      | 9 sierpnia  | [ 12 ] |
| Brąz   | Anita Márton                                                 | Lekkoatletyka | pchnięcie kulą           | 19,87                                                                        | 12 sierpnia | [ 13 ] |
| Brąz   | Boglárka Kapás                                               | Pływanie      | 800 m stylem dowolnym    | 8:16,37                                                                      | 12 sierpnia | [ 14 ] |
| Brąz   | Géza Imre Gábor Boczkó András Rédli Péter Somfai             | Szermierka    | szpada drużynowo         | W pojedynku o brązowy medal pokonali reprezentację Ukrainy 39:37             | 14 sierpnia | [ 15 ] |

## Reprezentanci

### Badminton
Kobiety
| Zawodniczka  | Konkurencja    | Faza grupowa              | Faza grupowa           | Faza grupowa | Eliminacje           | Ćwierćfinał          | Półfinał             | Finał/BM             | Finał/BM | Źródło |
| Zawodniczka  | Konkurencja    | Przeciwniczka Punkty      | Przeciwniczka Punkty   | Miejsce      | Przeciwniczka Punkty | Przeciwniczka Punkty | Przeciwniczka Punkty | Przeciwniczka Punkty | Miejsce  | Źródło |
| ------------ | -------------- | ------------------------- | ---------------------- | ------------ | -------------------- | -------------------- | -------------------- | -------------------- | -------- | ------ |
| Laura Sárosi | gra pojedyncza | Sindhu P 0-2 (8-21, 9-21) | Li P 0-2 (11-21, 8-21) | 3.           | NQ                   | NQ                   | NQ                   | NQ                   | NQ       | [ 16 ] |

### Boks
Mężczyźni
| Zawodnik      | Konkurencja     | 1/16             | 1/8              | Ćwierćfinał      | Półfinał         | Finał            | Finał   | Źródło |
| Zawodnik      | Konkurencja     | Przeciwnik Wynik | Przeciwnik Wynik | Przeciwnik Wynik | Przeciwnik Wynik | Przeciwnik Wynik | Miejsce | Źródło |
| ------------- | --------------- | ---------------- | ---------------- | ---------------- | ---------------- | ---------------- | ------- | ------ |
| Imre Bacskai  | waga półśrednia | Cissokho P 0-3   | NQ               | NQ               | NQ               | NQ               | NQ      | [ 17 ] |
| Zoltán Harcsa | waga średnia    | Achilov W 2-1    | López P TKO      | NQ               | NQ               | NQ               | NQ      | [ 18 ] |

### Gimnastyka

#### Gimnastyka sportowa
Mężczyźni
| Zawodnik    | Konkurencja  | Kwalifikacje | Kwalifikacje | Kwalifikacje | Kwalifikacje | Kwalifikacje | Kwalifikacje | Kwalifikacje | Kwalifikacje | Finał    | Finał    | Finał    | Finał    | Finał    | Finał    | Finał | Finał   | Źródło |
| Zawodnik    | Konkurencja  | Przyrząd     | Przyrząd     | Przyrząd     | Przyrząd     | Przyrząd     | Przyrząd     | Razem        | Miejsce      | Przyrząd | Przyrząd | Przyrząd | Przyrząd | Przyrząd | Przyrząd | Razem | Miejsce | Źródło |
| Zawodnik    | Konkurencja  | F            | PH           | R            | V            | PB           | HB           | Razem        | Miejsce      | F        | PH       | R        | V        | PB       | HB       | Razem | Miejsce | Źródło |
| ----------- | ------------ | ------------ | ------------ | ------------ | ------------ | ------------ | ------------ | ------------ | ------------ | -------- | -------- | -------- | -------- | -------- | -------- | ----- | ------- | ------ |
| Vid Hidvégi | koń z łękami | —            | 15.233       | —            | —            | —            | —            | 15.233       | 9.           | NQ       | NQ       | NQ       | NQ       | NQ       | NQ       | NQ    | NQ      | [ 19 ] |

Kobiety
| Zawodniczka   | Konkurencja           | Kwalifikacje | Kwalifikacje | Kwalifikacje | Kwalifikacje | Kwalifikacje | Kwalifikacje | Finał    | Finał    | Finał    | Finał    | Finał | Finał   | Źródło |
| Zawodniczka   | Konkurencja           | Przyrząd     | Przyrząd     | Przyrząd     | Przyrząd     | Razem        | Miejsce      | Przyrząd | Przyrząd | Przyrząd | Przyrząd | Razem | Miejsce | Źródło |
| Zawodniczka   | Konkurencja           | V            | UB           | BB           | F            | Razem        | Miejsce      | V        | UB       | BB       | F        | Razem | Miejsce | Źródło |
| ------------- | --------------------- | ------------ | ------------ | ------------ | ------------ | ------------ | ------------ | -------- | -------- | -------- | -------- | ----- | ------- | ------ |
| Zsófia Kovács | wielobój indywidualny | 14.866       | 14.733       | 12.233       | 12.766       | 54,598       | 33.          | NQ       | NQ       | NQ       | NQ       | NQ    | NQ      | [ 20 ] |

### Judo
Mężczyźni
| Zawodnik         | Konkurencja | 1/32             | 1/16               | 1/8                 | Ćwierćfinał      | Półfinał         | Repasaż               | Finał/BM              | Finał/BM | Źródło |
| Zawodnik         | Konkurencja | Przeciwnik Wynik | Przeciwnik Wynik   | Przeciwnik Wynik    | Przeciwnik Wynik | Przeciwnik Wynik | Przeciwnik Wynik      | Przeciwnik Wynik      | Pozycja  | Źródło |
| ---------------- | ----------- | ---------------- | ------------------ | ------------------- | ---------------- | ---------------- | --------------------- | --------------------- | -------- | ------ |
| Miklós Ungvári   | −73 kg      | BYE              | Saraiva W 011-000  | Elmont W 100-000    | Orujov P 000-010 | NQ               | Delpopolo W 000-000 S | van Tichelt P 000-100 | 5.       | [ 21 ] |
| László Csoknyai  | −81 kg      | BYE              | Nagase P 000-001   | NQ                  | NQ               | NQ               | NQ                    | NQ                    | NQ       | [ 21 ] |
| Krisztián Tóth   | −90 kg      | BYE              | Sang W 100-000     | Cheng P 000-100     | NQ               | NQ               | NQ                    | NQ                    | NQ       | [ 21 ] |
| Miklós Cirjenics | −100 kg     | BYE              | Frey P 000-100     | NQ                  | NQ               | NQ               | NQ                    | NQ                    | NQ       | [ 21 ] |
| Barna Bor        | + 100 kg    | —                | Jaballah W 101-000 | Mendoza P 000-000 S | NQ               | NQ               | NQ                    | NQ                    | NQ       | [ 21 ] |

Kobiety
| Zawodniczka      | Konkurencja | 1/16                | 1/8                           | Ćwierćfinał         | Półfinał            | Repasaż                | Finał/BM            | Finał/BM | Źródło |
| Zawodniczka      | Konkurencja | Przeciwniczka Wynik | Przeciwniczka Wynik           | Przeciwniczka Wynik | Przeciwniczka Wynik | Przeciwniczka Wynik    | Przeciwniczka Wynik | Pozycja  | Źródło |
| ---------------- | ----------- | ------------------- | ----------------------------- | ------------------- | ------------------- | ---------------------- | ------------------- | -------- | ------ |
| Éva Csernoviczki | – 48 kg     | BYE                 | Cherniak W 003-000            | Pareto P 000-010    | NQ                  | Otgontsetseg P 000-100 | NQ                  | 7.       | [ 21 ] |
| Hedvig Karakas   | – 57 kg     | Nurjavova W 101-000 | Beauchemin-Pinard W 000-000 S | Silva P 000-010     | NQ                  | Lien C-l P 000-001     | NQ                  | 7.       | [ 21 ] |
| Abigél Joó       | – 78 kg     | Lkhamdegd W 111-000 | Umeki W 002-000               | Harrison P 000-100  | NQ                  | Castillo P 000-001     | NQ                  | 7.       | [ 21 ] |

### Kajakarstwo

#### Kajakarstwo klasyczne
Mężczyźni
| Zawodnik                                                    | Konkurencja | Eliminacje | Eliminacje | Półfinały | Półfinały | Finał    | Finał   | Pozycja | Źródło |
| Zawodnik                                                    | Konkurencja | Czas       | Pozycja    | Czas      | Pozycja   | Czas     | Pozycja | Pozycja | Źródło |
| ----------------------------------------------------------- | ----------- | ---------- | ---------- | --------- | --------- | -------- | ------- | ------- | ------ |
| Jonatán Hajdu                                               | C-1 200 m   | 40,147     | 2. Q       | 40,718    | 4. FB     | 39,811   | 2.      | 10.     | [ 8 ]  |
| Henrik Vasbányai                                            | C-1 1000 m  | 4:01,953   | 3. Q       | 4:03,113  | 4. FB     | DSQ      | DSQ     | DSQ     | [ 8 ]  |
| Róbert Mike Henrik Vasbányai                                | C-2 1000 m  | 3:35,501   | 3. Q       | 3:56,126  | 2. FA     | 3:46,198 | 4.      | 4.      | [ 8 ]  |
| Péter Molnár                                                | K-1 200 m   | 35,102     | 3. Q       | 35,207    | 6. FB     | 37,896   | 7.      | 15.     | [ 8 ]  |
| Bálint Kopasz                                               | K-1 1000 m  | 3:38,011   | 5.         | 3:34,772  | 5. FB     | 3:32,392 | 2.      | 10.     | [ 8 ]  |
| Péter Molnár Sándor Tótka                                   | K-2 200 m   | 31,438     | 2. Q       | 32,138    | 1. FA     | 32,412   | 4.      | 4.      | [ 8 ]  |
| Benjámin Ceiner Tibor Hufnágel                              | K-2 1000 m  | 3:25,580   | 3. Q       | 3:18,474  | 3. FA     | 3:15,387 | 7.      | 7.      | [ 8 ]  |
| Benjámin Ceiner Tibor Hufnágel Attila Kugler Tamás Somorácz | K-4 1000 m  | 3:00,369   | 5. Q       | 3:00,645  | 5. FB     | 3:10,388 | 3.      | 11.     | [ 8 ]  |

Kobiety
| Zawodniczka                                                  | Konkurencja | Eliminacje | Eliminacje | Półfinały | Półfinały | Finał    | Finał   | Pozycja | Źródło |
| Zawodniczka                                                  | Konkurencja | Czas       | Pozycja    | Czas      | Pozycja   | Czas     | Pozycja | Pozycja | Źródło |
| ------------------------------------------------------------ | ----------- | ---------- | ---------- | --------- | --------- | -------- | ------- | ------- | ------ |
| Natasa Dusev-Janics                                          | K-1 200 m   | 41,403     | 3. Q       | 40,962    | 4. FB     | 41,673   | 1.      | 9.      | [ 8 ]  |
| Danuta Kozák                                                 | K-1 500 m   | 1:53,427   | 1. Q       | 1:54,241  | 1. FA     | 1:52,494 | 1.      | złoto   | [ 8 ]  |
| Danuta Kozák Gabriella Szabó                                 | K-2 500 m   | 1:41,092   | 1. FA      | BYE       | BYE       | 1:43,687 | 1.      | złoto   | [ 8 ]  |
| Danuta Kozák Gabriella Szabó Tamara Csipes Krisztina Fazekas | K-4 500 m   | 1:29,497   | 1. FA      | BYE       | BYE       | 1:31,48  | 1.      | złoto   | [ 8 ]  |

### Kolarstwo

#### Kolarstwo górskie
Mężczyźni
| Zawodnik     | Konkurencja   | Czas    | Pozycja | Źródło |
| ------------ | ------------- | ------- | ------- | ------ |
| András Parti | cross-country | 1:40:20 | 24.     | [ 22 ] |

### Lekkoatletyka
Mężczyźni
| Zawodnik         | Konkurencja        | Eliminacje | Eliminacje | Półfinał | Półfinał | Finał   | Finał   | Źródło |
| Zawodnik         | Konkurencja        | Wynik      | Miejsce    | Wynik    | Miejsce  | Wynik   | Miejsce | Źródło |
| ---------------- | ------------------ | ---------- | ---------- | -------- | -------- | ------- | ------- | ------ |
| Balázs Baji      | 110 m przez płotki | 13,52      | 2. Q       | 13,52    | 4.       | NQ      | NQ      | [ 23 ] |
| Gáspár Csere     | maraton            | —          | —          | —        | —        | 2:28:03 | 109.    | [ 24 ] |
| Gábor Józsa      | maraton            | —          | —          | —        | —        | 2:23:22 | 87.     | [ 24 ] |
| Máté Helebrandt  | chód 20 km         | —          | —          | —        | —        | 1:22:31 | 28.     | [ 25 ] |
| Sándor Rácz      | chód 50 km         | —          | —          | —        | —        | DNF     | DNF     | [ 26 ] |
| Miklós Srp       | chód 50 km         | —          | —          | —        | —        | DSQ     | DSQ     | [ 26 ] |
| Bence Venyercsan | chód 50 km         | —          | —          | —        | —        | 4:19:15 | 44.     | [ 26 ] |

| Zawodnik       | Konkurencja  | Kwalifikacje | Kwalifikacje | Finał | Finał   | Źródło |
| Zawodnik       | Konkurencja  | Wynik        | Miejsce      | Wynik | Miejsce | Źródło |
| -------------- | ------------ | ------------ | ------------ | ----- | ------- | ------ |
| Zoltán Kővágó  | rzut dyskiem | 63,34        | 9. q         | 64,50 | 7.      | [ 27 ] |
| Krisztián Pars | rzut młotem  | 75,49        | 4. q         | 75,28 | 7.      | [ 28 ] |

Kobiety
| Zawodniczka       | Konkurencja | Finał   | Finał   | Źródło |
| Zawodniczka       | Konkurencja | Wynik   | Miejsce | Źródło |
| ----------------- | ----------- | ------- | ------- | ------ |
| Zsófia Erdélyi    | maraton     | 2:39:04 | 52.     | [ 29 ] |
| Krisztina Papp    | maraton     | 2:42:03 | 65.     | [ 29 ] |
| Tünde Szabó       | maraton     | 2:45:37 | 83.     | [ 29 ] |
| Barbara Kovács    | chód 20 km  | 1:42,11 | 58.     | [ 30 ] |
| Viktória Madarász | chód 20 km  | 1:33:59 | 25.     | [ 30 ] |
| Rita Récsei       | chód 20 km  | 1:42:41 | 59.     | [ 30 ] |

| Zawodniczka   | Konkurencja    | Kwalifikacje | Kwalifikacje | Finał | Finał   | Źródło |
| Zawodniczka   | Konkurencja    | Wynik        | Miejsce      | Wynik | Miejsce | Źródło |
| ------------- | -------------- | ------------ | ------------ | ----- | ------- | ------ |
| Barbara Szabó | skok wzwyż     | 1,80         | = 32.        | NQ    | NQ      | [ 31 ] |
| Anita Márton  | pchnięcie kulą | 18,51        | 6. Q         | 19,87 | brąz    | [ 13 ] |

Siedmiobój
| Zawodniczka              | Konkurencja | 100H  | HJ   | SP    | 200 m | LJ   | JT    | 800 m   | Razem | Pozycja | Źródło |
| ------------------------ | ----------- | ----- | ---- | ----- | ----- | ---- | ----- | ------- | ----- | ------- | ------ |
| Györgyi Zsivoczky-Farkas | Rezultat    | 13,79 | 1,86 | 14,39 | 25,38 | 6,31 | 48,07 | 2:11,76 | 6442  | 8.      | [ 32 ] |
| Györgyi Zsivoczky-Farkas | Punkty      | 1008  | 1054 | 820   | 852   | 946  | 823   | 939     | 6442  | 8.      | [ 32 ] |
| Xénia Krizsán            | Rezultat    | 13,66 | 1,77 | 13,78 | 25,24 | 6,08 | 49,78 | 2:13,46 | 6257  | 16.     | [ 32 ] |
| Xénia Krizsán            | Punkty      | 1027  | 941  | 779   | 865   | 874  | 856   | 915     | 6257  | 16.     | [ 32 ] |

### Pięciobój nowoczesny
| Zawodnicy       | Konkurencja | Szermierka | Szermierka | Szermierka | Pływanie | Pływanie | Pływanie | Jazda konna | Jazda konna | Jazda konna | Kombinacja: strzelanie/bieg przełajowy | Kombinacja: strzelanie/bieg przełajowy | Kombinacja: strzelanie/bieg przełajowy | Suma punktów | Pozycja | Źródło |
| Zawodnicy       | Konkurencja | Wynik      | M.         | Punkty     | Czas     | M.       | Punkty   | Kary        | M.          | Punkty      | Czas                                   | M.                                     | Punkty                                 | Suma punktów | Pozycja | Źródło |
| --------------- | ----------- | ---------- | ---------- | ---------- | -------- | -------- | -------- | ----------- | ----------- | ----------- | -------------------------------------- | -------------------------------------- | -------------------------------------- | ------------ | ------- | ------ |
| Bence Demeter   | mężczyźni   | 19-16      | 12.        | 214        | 2:03,89  | 17.      | 329      | 35          | 29.         | 265         | 11:21,98                               | 13.                                    | 619                                    | 1430         | 17.     | [ 33 ] |
| Ádám Marosi     | mężczyźni   | 16-19      | 26.        | 196        | 2:01,66  | 9.       | 335      | 7           | 9.          | 293         | 11:19,84                               | 9.                                     | 621                                    | 1445         | 12.     | [ 33 ] |
| Sarolta Kovács  | kobiety     | 17-18      | 16.        | 203        | 2:09,02  | 3.       | 313      | 32          | 24.         | 268         | 13:17,09                               | 24.                                    | 503                                    | 1287         | 17.     | [ 34 ] |
| Zsófia Földházi | kobiety     | 11-24      | 33.        | 168        | 2:12,05  | 7.       | 304      | 78          | 29.         | 222         | 12:46,02                               | 10.                                    | 534                                    | 1228         | 27.     | [ 34 ] |

### Piłka wodna

#### Turniej mężczyzn
- Reprezentacja mężczyzn

Trener: Tibor Benedek
| - Viktor Nagy - Gergő Zalánki - Krisztián Manhercz - Balázs Erdélyi - Márton Vámos - Norbert Hosnyánszky - Ádám Decker |  | - Márton Szívós - Dániel Varga - Dénes Varga - Gábor Kis - Balázs Hárai - Attila Decker |

Źródło:
Reprezentacja Węgier brała udział w rozgrywkach grupy A turnieju olimpijskiego zajmując w niej pierwsze miejsce i awansując do ćwierćfinału. W ćwierćfinale uległa reprezentacji Czanogóry. W meczach o miejsca 5-8. najpierw pokonała reprezentację Brazylii, a następnie reprezentację Grecji zajmując ostatecznie 5. miejsce w turnieju.
Grupa A
| Lp. | Drużyna   | M | Mecze | Mecze | Mecze | Bramki | Bramki | Bramki | Pkt |
| Lp. | Drużyna   | M | W     | R     | P     | +      | −      | +/−    | Pkt |
| --- | --------- | - | ----- | ----- | ----- | ------ | ------ | ------ | --- |
| 1.  | Węgry     | 5 | 2     | 3     | 0     | 57     | 43     | +14    | 7   |
| 2.  | Grecja    | 5 | 2     | 2     | 1     | 41     | 40     | +1     | 6   |
| 3.  | Brazylia  | 5 | 3     | 0     | 2     | 40     | 39     | +1     | 6   |
| 4.  | Serbia    | 5 | 2     | 2     | 1     | 49     | 44     | +5     | 6   |
| 5.  | Australia | 5 | 2     | 1     | 2     | 44     | 40     | +4     | 5   |
| 6.  | Japonia   | 5 | 0     | 0     | 5     | 36     | 61     | −25    | 0   |

| 6 sierpnia 20169:00 | Serbia            | 13:13(3:5, 3:4, 3:2, 4:2) | Węgry                 | Centro Aquático Maria Lenk, Rio de Janeiro Sędzia: Adrian Alexandrescu Radosław Koryzna |
| 6 sierpnia 20169:00 | Filip Filipović 3 | 13:13(3:5, 3:4, 3:2, 4:2) | Norbert Hosnyánszky 3 | Centro Aquático Maria Lenk, Rio de Janeiro Sędzia: Adrian Alexandrescu Radosław Koryzna |

| 8 sierpnia 201613:00 | Węgry               | 9:9(4:3, 2:2, 1:3, 2:1) | Australia         | Centro Aquático Maria Lenk, Rio de Janeiro Sędzia: Boris Margeta Filippo Gomez |
| 8 sierpnia 201613:00 | trzech zawodników 2 | 9:9(4:3, 2:2, 1:3, 2:1) | Richie Campbell 4 | Centro Aquático Maria Lenk, Rio de Janeiro Sędzia: Boris Margeta Filippo Gomez |

| 10 sierpnia 201610:20 | Grecja                 | 8:8(1:2, 1:1, 4:2, 2:3) | Węgry          | Centro Aquático Maria Lenk, Rio de Janeiro Sędzia: Nenad Peris Mark Koganov |
| 10 sierpnia 201610:20 | Angelos Vlachopoulos 3 | 8:8(1:2, 1:1, 4:2, 2:3) | Balázs Hárai 3 | Centro Aquático Maria Lenk, Rio de Janeiro Sędzia: Nenad Peris Mark Koganov |

| 12 sierpnia 20169:00 | Węgry       | 17:7(5:1, 6:2, 2:2, 4:2) | Japonia      | Centro Aquático Maria Lenk, Rio de Janeiro Sędzia: Stanko Ivanovski Masoud Rezvani |
| 12 sierpnia 20169:00 | Gábor Kis 5 | 17:7(5:1, 6:2, 2:2, 4:2) | Koji Takei 3 | Centro Aquático Maria Lenk, Rio de Janeiro Sędzia: Stanko Ivanovski Masoud Rezvani |

| 14 sierpnia 201620:50 | Brazylia                          | 6:10(0:3, 1:2, 3:3, 2:2) | Węgry               | Centro Aquático Maria Lenk, Rio de Janeiro Sędzia: Francesc Buch Stanko Ivanovski |
| 14 sierpnia 201620:50 | Bernardo Gomes 2 Felipe Perrone 2 | 6:10(0:3, 1:2, 3:3, 2:2) | trzech zawodników 2 | Centro Aquático Maria Lenk, Rio de Janeiro Sędzia: Francesc Buch Stanko Ivanovski |

Ćwierćfinał
| 16 sierpnia 201611:00 | Węgry                           | 9:9 k. 2:4(1:2, 2:3, 3:3, 3:1, k. 2:4) | Czarnogóra          | Centro Aquático Maria Lenk, Rio de Janeiro Sędzia: Mark Koganov Joseph Peila |
| 16 sierpnia 201611:00 | Balázs Erdélyi 3 Márton Vámos 3 | 9:9 k. 2:4(1:2, 2:3, 3:3, 3:1, k. 2:4) | Aleksandar Ivović 3 | Centro Aquático Maria Lenk, Rio de Janeiro Sędzia: Mark Koganov Joseph Peila |

Mecz o miejsca 5. – 8.
| 18 sierpnia 201611:00 | Węgry            | 13:4(4:1, 3:0, 4:3, 2:1) | Brazylia        | Centro Aquático Maria Lenk, Rio de Janeiro Sędzia: Filippo Gomez Masoud Rezvani |
| 18 sierpnia 201611:00 | Balázs Erdélyi 4 | 13:4(4:1, 3:0, 4:3, 2:1) | Adrian Baches 2 | Centro Aquático Maria Lenk, Rio de Janeiro Sędzia: Filippo Gomez Masoud Rezvani |

Mecz o 5. miejsce
| 20 sierpnia 201616:30 | Węgry                       | 12:10(2:1, 4:4, 3:3, 3:1) | Grecja                | Centro Aquático Maria Lenk, Rio de Janeiro Sędzia: Mark Koganov Joseph Peila |
| 20 sierpnia 201616:30 | Gábor Kis 4 Gergő Zalánki 4 | 12:10(2:1, 4:4, 3:3, 3:1) | czterech zawodników 2 | Centro Aquático Maria Lenk, Rio de Janeiro Sędzia: Mark Koganov Joseph Peila |

#### Turniej kobiet
- Reprezentacja kobiet

Trener: Attila Bíró
| - Edina Gangl - Dóra Czigány - Dóra Antal - Hanna Kisteleki - Gabriella Szűcs - Orsolya Takács - Anna Illés |  | - Rita Keszthelyi - Ildikó Tóth - Barbara Bujka - Dóra Csabai - Krisztina Garda - Orsolya Kasó |

Źródło:
Reprezentacja Węgier brała udział w rozgrywkach grupy B turnieju olimpijskiego zajmując w niej trzecie miejsce i awansując do ćwierćfinału. W ćwierćfinale pokonała reprezentację Australii i awansowała do półfinału. W półfinale przegrała z reprezentacją Stanów Zjednoczonych. W meczu o trzecie miejsce uległa reprezentacji Rosji ostatecznie zajmując 4. miejsce.
Grupa B
| Lp. | Drużyna           | M | Mecze | Mecze | Mecze | Bramki | Bramki | Bramki | Pkt |
| Lp. | Drużyna           | M | W     | R     | P     | +      | −      | +/−    | Pkt |
| --- | ----------------- | - | ----- | ----- | ----- | ------ | ------ | ------ | --- |
| 1.  | Stany Zjednoczone | 3 | 3     | 0     | 0     | 34     | 14     | +20    | 6   |
| 2.  | Hiszpania         | 3 | 2     | 0     | 1     | 27     | 29     | −2     | 4   |
| 3.  | Węgry             | 3 | 1     | 0     | 2     | 29     | 33     | −4     | 2   |
| 4.  | Chiny             | 3 | 0     | 0     | 3     | 23     | 37     | −14    | 0   |

| 9 sierpnia 20169:00 | Chiny                       | 11:13(2:2, 4:4, 3:6, 2:1) | Węgry          | Centro Aquático Maria Lenk, Rio de Janeiro Sędzia: Nenad Peris Georgios Stavridis |
| 9 sierpnia 20169:00 | Ma Huanhuan 3 Niu Guannan 3 | 11:13(2:2, 4:4, 3:6, 2:1) | Dóra Czigány 4 | Centro Aquático Maria Lenk, Rio de Janeiro Sędzia: Nenad Peris Georgios Stavridis |

| 11 sierpnia 201613:00 | Hiszpania          | 11:10(2:2, 4:4, 4:1, 1:3) | Węgry           | Centro Aquático Maria Lenk, Rio de Janeiro Sędzia: Marie-Claude Deslières Vojin Putniković |
| 11 sierpnia 201613:00 | pięć zawodniczek 2 | 11:10(2:2, 4:4, 4:1, 1:3) | Barbara Bujka 5 | Centro Aquático Maria Lenk, Rio de Janeiro Sędzia: Marie-Claude Deslières Vojin Putniković |

| 13 sierpnia 201613:00 | Węgry             | 6:11(2:2, 1:5, 1:1, 2:3) | Stany Zjednoczone | Centro Aquático Maria Lenk, Rio de Janeiro Sędzia: Marie-Claude Deslières Diana Dutilh-Dumas |
| 13 sierpnia 201613:00 | Gabriella Szűcs 2 | 6:11(2:2, 1:5, 1:1, 2:3) | Maggie Steffens 4 | Centro Aquático Maria Lenk, Rio de Janeiro Sędzia: Marie-Claude Deslières Diana Dutilh-Dumas |

Ćwierćfinał
| 15 sierpnia 201615:30 | Australia           | 8:8 k. 3:5(1:3, 2:2, 3:2, 2:1, k. 3:5) | Węgry                             | Centro Aquático Maria Lenk, Rio de Janeiro Sędzia: Francesc Buch Vojin Putniković |
| 15 sierpnia 201615:30 | Ashleigh Southern 3 | 8:8 k. 3:5(1:3, 2:2, 3:2, 2:1, k. 3:5) | Barbara Bujka 2 Rita Keszthelyi 2 | Centro Aquático Maria Lenk, Rio de Janeiro Sędzia: Francesc Buch Vojin Putniković |

Półfinał
| 17 sierpnia 201616:30 | Węgry             | 10:14(2:3, 3:5, 3:4, 2:2) | Stany Zjednoczone | Centro Aquático Maria Lenk, Rio de Janeiro Sędzia: Daniel Flahive Georgios Stavridis |
| 17 sierpnia 201616:30 | Rita Keszthelyi 4 | 10:14(2:3, 3:5, 3:4, 2:2) | Maggie Steffens 4 | Centro Aquático Maria Lenk, Rio de Janeiro Sędzia: Daniel Flahive Georgios Stavridis |

Mecz o brązowy medal
| 19 sierpnia 201611:20 | Węgry           | 12:12 k. 6:7(3:3, 3:4, 3:1, 3:4, k. 6:7) | Rosja                       | Centro Aquático Maria Lenk, Rio de Janeiro Sędzia: Diana Dutilh-Dumas Fillippo Gomez |
| 19 sierpnia 201611:20 | Barbara Bujka 3 | 12:12 k. 6:7(3:3, 3:4, 3:1, 3:4, k. 6:7) | Nadezhda Glyzina-Fedotova 5 | Centro Aquático Maria Lenk, Rio de Janeiro Sędzia: Diana Dutilh-Dumas Fillippo Gomez |

### Pływanie
Mężczyźni
| Zawodnik                                                          | Konkurencja               | Eliminacje | Eliminacje | Półfinał | Półfinał | Finał     | Finał   | Źródło |
| Zawodnik                                                          | Konkurencja               | Czas       | Miejsce    | Czas     | Miejsce  | Czas      | Miejsce | Źródło |
| ----------------------------------------------------------------- | ------------------------- | ---------- | ---------- | -------- | -------- | --------- | ------- | ------ |
| Krisztián Takács                                                  | 50 m stylem dowolnym      | 22,12      | 17.        | NQ       | NQ       | NQ        | NQ      | [ 50 ] |
| Richárd Bohus                                                     | 100 m stylem dowolnym     | 48,86      | 24.        | NQ       | NQ       | NQ        | NQ      | [ 51 ] |
| Dominik Kozma                                                     | 100 m stylem dowolnym     | 48,92      | 26.        | NQ       | NQ       | NQ        | NQ      | [ 51 ] |
| Dominik Kozma                                                     | 200 m stylem dowolnym     | 1:46,68    | 12. Q      | 1:47,53  | 15.      | NQ        | NQ      | [ 52 ] |
| Péter Bernek                                                      | 200 m stylem dowolnym     | 1:49,73    | 37.        | NQ       | NQ       | NQ        | NQ      | [ 52 ] |
| Péter Bernek                                                      | 400 m stylem dowolnym     | 3:48,58    | 21.        | —        | —        | NQ        | NQ      | [ 53 ] |
| Gergő Kis                                                         | 400 m stylem dowolnym     | 3:54,15    | 38.        | —        | —        | NQ        | NQ      | [ 53 ] |
| Kristóf Rasovszky                                                 | 1500 m stylem dowolnym    | 15:29,36   | 35.        | —        | —        | NQ        | NQ      | [ 54 ] |
| Gergely Gyurta                                                    | 1500 m stylem dowolnym    | 15:06,24   | 19.        | —        | —        | NQ        | NQ      | [ 54 ] |
| Gergely Gyurta                                                    | 400 m stylem zmiennym     | 4:14,81    | 11.        | —        | —        | NQ        | NQ      | [ 55 ] |
| Dávid Verrasztó                                                   | 400 m stylem zmiennym     | 4:15,04    | 12.        | —        | —        | NQ        | NQ      | [ 55 ] |
| Dávid Verrasztó                                                   | 200 m stylem zmiennym     | DNS        | DNS        | NQ       | NQ       | NQ        | NQ      | [ 56 ] |
| Gábor Balog                                                       | 100 m stylem grzbietowym  | 54,48      | 25.        | NQ       | NQ       | NQ        | NQ      | [ 57 ] |
| Dávid Földházi                                                    | 200 m stylem grzbietowym  | 1:59,69    | 22.        | NQ       | NQ       | NQ        | NQ      | [ 58 ] |
| Ádám Telegdy                                                      | 200 m stylem grzbietowym  | 1:59,09    | 19.        | NQ       | NQ       | NQ        | NQ      | [ 58 ] |
| Dániel Gyurta                                                     | 100 m stylem klasycznym   | 1:00,26    | 16.        | NQ       | NQ       | NQ        | NQ      | [ 59 ] |
| Dániel Gyurta                                                     | 200 m stylem klasycznym   | 2:11,28    | 17.        | NQ       | NQ       | NQ        | NQ      | [ 60 ] |
| Dávid Horváth                                                     | 200 m stylem klasycznym   | 2:13,24    | 30.        | NQ       | NQ       | NQ        | NQ      | [ 60 ] |
| Bence Pulai                                                       | 100 m stylem motylkowym   | 52,73      | 26.        | NQ       | NQ       | NQ        | NQ      | [ 11 ] |
| László Cseh                                                       | 100 m stylem motylkowym   | 51,52      | 2. Q       | 51,57    | 4. Q     | 51,14     | srebro  | [ 11 ] |
| László Cseh                                                       | 200 m stylem motylkowym   | 1:55,14    | 2. Q       | 1:55,18  | 3. Q     | 1:56,24   | 7.      | [ 12 ] |
| Tamás Kenderesi                                                   | 200 m stylem motylkowym   | 1:54,73    | 1. Q       | 1:53,96  | 1. Q     | 1:53,62   | brąz    | [ 12 ] |
| Márk Papp                                                         | 10 km                     | —          | —          | —        | —        | 1:53:11,7 | 13.     | [ 61 ] |
| Richárd Bohus Péter Holoda Dominik Kozma Krisztián Takács         | 4 × 100 m stylem dowolnym | 3:15,21    | 12.        | —        | —        | NQ        | NQ      | [ 62 ] |
| Péter Bernek Benjámin Grátz Gergő Kis Dominik Kozma               | 4 × 200 m stylem dowolnym | 7:18,51    | 16.        | —        | —        | NQ        | NQ      | [ 63 ] |
| Gábor Balog Richárd Bohus László Cseh Dániel Gyurta Dominik Kozma | 4 × 100 m stylem zmiennym | 3:33,89    | 9.         | —        | —        | NQ        | NQ      | [ 64 ] |

Kobiety
| Zawodniczka                                                                  | Konkurencja               | Eliminacje | Eliminacje | Półfinał | Półfinał | Finał     | Finał   | Źródło |
| Zawodniczka                                                                  | Konkurencja               | Czas       | Miejsce    | Czas     | Miejsce  | Czas      | Miejsce | Źródło |
| ---------------------------------------------------------------------------- | ------------------------- | ---------- | ---------- | -------- | -------- | --------- | ------- | ------ |
| Flóra Molnár                                                                 | 50 m stylem dowolnym      | 25,07      | 25.        | NQ       | NQ       | NQ        | NQ      | [ 65 ] |
| Evelyn Verrasztó                                                             | 200 m stylem dowolnym     | 1:59,44    | 28.        | NQ       | NQ       | NQ        | NQ      | [ 66 ] |
| Evelyn Verrasztó                                                             | 200 m stylem dowolnym     | 1:59,20    | 25.        | NQ       | NQ       | NQ        | NQ      | [ 66 ] |
| Evelyn Verrasztó                                                             | 400 m stylem dowolnym     | 4:12,40    | 21.        | —        | —        | NQ        | NQ      | [ 67 ] |
| Boglárka Kapás                                                               | 400 m stylem dowolnym     | 4:04,11    | 7. Q       | —        | —        | 4:02,37   | 4.      | [ 67 ] |
| Boglárka Kapás                                                               | 800 m stylem dowolnym     | 8:19,43    | 2. Q       | —        | —        | 8:16,37   | brąz    | [ 14 ] |
| Éva Risztov                                                                  | 800 m stylem dowolnym     | 8:33,36    | 14.        | —        | —        | NQ        | NQ      | [ 14 ] |
| Éva Risztov                                                                  | 10 km                     | —          | —          | —        | —        | 1:57:42,8 | 13.     | [ 68 ] |
| Anna Olasz                                                                   | 10 km                     | —          | —          | —        | —        | 1:57:45,5 | 14.     | [ 68 ] |
| Réka György                                                                  | 200 m stylem grzbietowym  | 2:12,99    | 22.        | NQ       | NQ       | NQ        | NQ      | [ 10 ] |
| Katinka Hosszú                                                               | 200 m stylem grzbietowym  | 2:06,09    | 1. Q       | 2:06,03  | 1. Q     | 2:06,05   | srebro  | [ 10 ] |
| Katinka Hosszú                                                               | 100 m stylem grzbietowym  | 59,13      | 4. Q       | 58,94    | 2. Q     | 58,45     | złoto   | [ 5 ]  |
| Katinka Hosszú                                                               | 200 m stylem zmiennym     | 2:07,45    | 1. Q       | 2:08,13  | 2. Q     | 2:06,58   | złoto   | [ 6 ]  |
| Katinka Hosszú                                                               | 400 m stylem zmiennym     | 4:28,58    | 1. Q       | —        | —        | 4:26,36   | złoto   | [ 4 ]  |
| Katinka Hosszú                                                               | 200 m stylem motylkowym   | DNS        | DNS        | NQ       | NQ       | NQ        | NQ      | [ 69 ] |
| Liliána Szilágyi                                                             | 200 m stylem motylkowym   | 2:06,99    | 4. Q       | 2:07,34  | 10.      | NQ        | NQ      | [ 69 ] |
| Liliána Szilágyi                                                             | 100 m stylem motylkowym   | 57,70      | 9. Q       | 58,31    | 12.      | NQ        | NQ      | [ 70 ] |
| Anna Sztankovics                                                             | 100 m stylem klasycznym   | 1:08,06    | 24.        | NQ       | NQ       | NQ        | NQ      | [ 71 ] |
| Anna Sztankovics                                                             | 200 m stylem klasycznym   | 2:27,97    | 20.        | NQ       | NQ       | NQ        | NQ      | [ 72 ] |
| Dalma Sebestyén                                                              | 200 m stylem klasycznym   | 2:27,94    | 19.        | NQ       | NQ       | NQ        | NQ      | [ 72 ] |
| Zsuzsanna Jakabos                                                            | 200 m stylem zmiennym     | 2:11,69    | 9. Q       | 2:12,05  | 10.      | NQ        | NQ      | [ 6 ]  |
| Zsuzsanna Jakabos                                                            | 400 m stylem zmiennym     | 4:38,52    | 13.        | —        | —        | NQ        | NQ      | [ 4 ]  |
| Katinka Hosszú Zsuzsanna Jakabos Boglárka Kapás Ajna Késely Evelyn Verrasztó | 4 × 200 m stylem dowolnym | 7:51,17    | 5. Q       | —        | —        | 7:51,06   | 6.      | [ 73 ] |

### Podnoszenie ciężarów
Mężczyźni
| Zawodnik   | Konkurencja | Rwanie | Rwanie  | Podrzut | Podrzut | Razem  | Pozycja | Źródło |
| Zawodnik   | Konkurencja | Wynik  | Pozycja | Wynik   | Pozycja | Razem  | Pozycja | Źródło |
| ---------- | ----------- | ------ | ------- | ------- | ------- | ------ | ------- | ------ |
| Péter Nagy | + 105 kg    | 193 kg | 7.      | 227 kg  | 10.     | 420 kg | 10.     | [ 74 ] |

### Skoki do wody
Kobiety
| Zawodniczka  | Konkurencja                  | Eliminacje | Eliminacje | Półfinał | Półfinał | Finał  | Finał   | Źródło |
| Zawodniczka  | Konkurencja                  | Punkty     | Miejsce    | Punkty   | Miejsce  | Punkty | Miejsce | Źródło |
| ------------ | ---------------------------- | ---------- | ---------- | -------- | -------- | ------ | ------- | ------ |
| Villő Kormos | trampolina 3 m indywidualnie | 227,70     | 27.        | NQ       | NQ       | NQ     | NQ      | [ 75 ] |

### Strzelectwo
Mężczyźni
| Zawodnik        | Konkurencja                              | Kwalifikacje | Kwalifikacje | Finał | Finał   | Źródło |
| Zawodnik        | Konkurencja                              | Wynik        | Pozycja      | Wynik | Pozycja | Źródło |
| --------------- | ---------------------------------------- | ------------ | ------------ | ----- | ------- | ------ |
| Péter Sidi      | karabin pneumatyczny 10 m                | 625,9        | 6. Q         | 142,7 | 5.      | [ 76 ] |
| Péter Sidi      | karabin małokalibrowy leżąc 50 m         | 623,3        | 10.          | NQ    | NQ      | [ 77 ] |
| Péter Sidi      | karabin małokalibrowy, trzy pozycje 50 m | 1162         | 34.          | NQ    | NQ      | [ 78 ] |
| István Péni     | karabin małokalibrowy, trzy pozycje 50 m | 1172         | 12.          | NQ    | NQ      | [ 78 ] |
| István Péni     | karabin pneumatyczny 10 m                | 624          | 13.          | NQ    | NQ      | [ 76 ] |
| Norbert Szabián | karabin małokalibrowy leżąc 50 m         | 617,3        | 42.          | NQ    | NQ      | [ 77 ] |
| Miklós Tátrai   | pistolet pneumatyczny 10 m               | 567          | 42.          | NQ    | NQ      | [ 79 ] |
| Miklós Tátrai   | pistolet dowolny 50 m                    | 539          | 34.          | NQ    | NQ      | [ 80 ] |

Kobiety
| Zawodniczka        | Konkurencja                              | Kwalifikacje | Kwalifikacje | Półfinał | Półfinał | Finał | Finał   | Źródło |
| Zawodniczka        | Konkurencja                              | Wynik        | Pozycja      | Wynik    | Pozycja  | Wynik | Pozycja | Źródło |
| ------------------ | ---------------------------------------- | ------------ | ------------ | -------- | -------- | ----- | ------- | ------ |
| Zsófia Csonka      | pistolet sportowy 25 m                   | 581          | 10.          | NQ       | NQ       | NQ    | NQ      | [ 81 ] |
| Renáta Tobai-Sike  | pistolet sportowy 25 m                   | 577          | 16.          | NQ       | NQ       | NQ    | NQ      | [ 81 ] |
| Renáta Tobai-Sike  | pistolet pneumatyczny 10 m               | 380          | 17.          | —        | —        | NQ    | NQ      | [ 82 ] |
| Viktória Egri      | pistolet pneumatyczny 10 m               | 376          | 36.          | —        | —        | NQ    | NQ      | [ 82 ] |
| Julianna Miskolczi | karabin pneumatyczny 10 m                | 414          | 22.          | —        | —        | NQ    | NQ      | [ 83 ] |
| Julianna Miskolczi | karabin małokalibrowy, trzy pozycje 50 m | 577          | 22.          | —        | —        | NQ    | NQ      | [ 84 ] |

### Szermierka
Mężczyźni
| Zawodnik                                         | Konkurencja          | 1/32             | 1/16             | 1/8                | Ćwierćfinał                | Półfinał          | Finał/BM          | Finał/BM | Źródło |
| Zawodnik                                         | Konkurencja          | Przeciwnik Wynik | Przeciwnik Wynik | Przeciwnik Wynik   | Przeciwnik Wynik           | Przeciwnik Wynik  | Przeciwnik Wynik  | Pozycja  | Źródło |
| ------------------------------------------------ | -------------------- | ---------------- | ---------------- | ------------------ | -------------------------- | ----------------- | ----------------- | -------- | ------ |
| Gábor Boczkó                                     | szpada indywidualnie | BYE              | Bouzaid W 15-9   | Imre P 8-15        | NQ                         | NQ                | NQ                | NQ       | [ 9 ]  |
| Géza Imre                                        | szpada indywidualnie | BYE              | Rodríguez W 15-8 | Boczkó W 15-8      | Novosjolov W 15-9          | Grumier W 15-13   | Park S-y P 14-15  | srebro   | [ 9 ]  |
| András Rédli                                     | szpada indywidualnie | Alshatti W 14-13 | Borel P 9-15     | NQ                 | NQ                         | NQ                | NQ                | NQ       | [ 9 ]  |
| Gábor Boczkó Géza Imre András Rédli Péter Somfai | szpada drużynowo     | —                | —                | BYE                | Korea Południowa · W 45-42 | Francja · P 40-45 | Ukraina · W 39-37 | brąz     | [ 15 ] |
| Tamás Decsi                                      | szabla indywidualnie | —                | Kowalow P 10-15  | NQ                 | NQ                         | NQ                | NQ                | NQ       | [ 7 ]  |
| Áron Szilágyi                                    | szabla indywidualnie | —                | Ayala W 15-9     | Bujkiewicz W 15-12 | Dolniceanu W 15-10         | Kim J-h W 15-12   | Homer W 15-8      | złoto    | [ 7 ]  |

Kobiety
| Zawodniczka  | Konkurencja          | 1/32                | 1/16                | 1/8                 | Ćwierćfinał         | Półfinał            | Finał/BM            | Finał/BM | Źródło |
| Zawodniczka  | Konkurencja          | Przeciwniczka Wynik | Przeciwniczka Wynik | Przeciwniczka Wynik | Przeciwniczka Wynik | Przeciwniczka Wynik | Przeciwniczka Wynik | Pozycja  | Źródło |
| ------------ | -------------------- | ------------------- | ------------------- | ------------------- | ------------------- | ------------------- | ------------------- | -------- | ------ |
| Emese Szász  | szpada indywidualnie | BYE                 | Beljajeva W 15-11   | Kang Y-m W 15-11    | Nakano W 15-4       | Rembi W 10-6        | Fiamingo W 15-13    | złoto    | [ 3 ]  |
| Edina Knapek | floret indywidualnie | BYE                 | Liu P 9-15          | NQ                  | NQ                  | NQ                  | NQ                  | NQ       | [ 85 ] |
| Aida Mohamed | floret indywidualnie | BYE                 | van Erven W 15-12   | Dierigłazowa P 6-15 | NQ                  | NQ                  | NQ                  | NQ       | [ 85 ] |
| Anna Márton  | szabla indywidualnie | BYE                 | Benítez W 15-14     | Brunet P 12-15      | NQ                  | NQ                  | NQ                  | NQ       | [ 86 ] |

### Tenis stołowy
Mężczyźni
| Zawodnik        | Konkurencja    | Eliminacje       | Runda 1            | Runda 2          | Runda 3          | 1/8 finału       | Ćwierćfinał      | Półfinał         | Finał/BM         | Finał/BM | Źródło |
| Zawodnik        | Konkurencja    | Przeciwnik Wynik | Przeciwnik Wynik   | Przeciwnik Wynik | Przeciwnik Wynik | Przeciwnik Wynik | Przeciwnik Wynik | Przeciwnik Wynik | Przeciwnik Wynik | Pozycja  | Źródło |
| --------------- | -------------- | ---------------- | ------------------ | ---------------- | ---------------- | ---------------- | ---------------- | ---------------- | ---------------- | -------- | ------ |
| Ádám Pattantyús | gra pojedyncza | BYE              | Gerassimenko W 4-1 | Li P 0-4         | NQ               | NQ               | NQ               | NQ               | NQ               | NQ       | [ 87 ] |

Kobiety
| Zawodniczka   | Konkurencja    | Eliminacje          | Runda 1             | Runda 2             | Runda 3             | 1/8 finału          | Ćwierćfinał         | Półfinał            | Finał/BM            | Finał/BM | Źródło |
| Zawodniczka   | Konkurencja    | Przeciwniczka Wynik | Przeciwniczka Wynik | Przeciwniczka Wynik | Przeciwniczka Wynik | Przeciwniczka Wynik | Przeciwniczka Wynik | Przeciwniczka Wynik | Przeciwniczka Wynik | Pozycja  | Źródło |
| ------------- | -------------- | ------------------- | ------------------- | ------------------- | ------------------- | ------------------- | ------------------- | ------------------- | ------------------- | -------- | ------ |
| Petra Lovas   | gra pojedyncza | BYE                 | El-Dawlatly W 4-0   | Ri M-s P 1-4        | NQ                  | NQ                  | NQ                  | NQ                  | NQ                  | NQ       | [ 88 ] |
| Georgina Póta | gra pojedyncza | BYE                 | BYE                 | Zhang W 4-1         | Doo H K P 2-4       | NQ                  | NQ                  | NQ                  | NQ                  | NQ       | [ 88 ] |

### Tenis ziemny
Kobiety
| Zawodniczka                | Konkurencja | 1/32                | 1/16                  | 1/8                 | Ćwierćfinał         | Półfinał            | Finał/BM            | Finał/BM | Źródło |
| Zawodniczka                | Konkurencja | Przeciwniczka Wynik | Przeciwniczka Wynik   | Przeciwniczka Wynik | Przeciwniczka Wynik | Przeciwniczka Wynik | Przeciwniczka Wynik | Pozycja  | Źródło |
| -------------------------- | ----------- | ------------------- | --------------------- | ------------------- | ------------------- | ------------------- | ------------------- | -------- | ------ |
| Tímea Babos                | singel      | Kvitová P 1:6, 2:6  | NQ                    | NQ                  | NQ                  | NQ                  | NQ                  | NQ       | [ 89 ] |
| Tímea Babos Réka Luca Jani | debel       | —                   | Mitu Olaru P 3:6, 4:6 | NQ                  | NQ                  | NQ                  | NQ                  | NQ       | [ 90 ] |

### Triathlon
| Zawodnik      | Konkurencja | Pływanie (1,5 km) | Zmiana 1 | Jazda na rowerze (40 km) | Zmiana 2 | Bieg (10 km) | Czas    | Pozycja | Źródło |
| ------------- | ----------- | ----------------- | -------- | ------------------------ | -------- | ------------ | ------- | ------- | ------ |
| Gábor Faldum  | mężczyźni   | 18:00             | 0:45     | 55:56                    | 0:33     | 33:06        | 1:48:20 | 20.     | [ 91 ] |
| Tamás Tóth    | mężczyźni   | 17:30             | 0:47     | 57:02                    | 0:38     | 34:05        | 1:50:02 | 33.     | [ 91 ] |
| Zsófia Kovács | kobiety     | 19:20             | 0:53     | 1:04:29                  | 0:36     | 36:11        | 2:01:29 | 24.     | [ 92 ] |
| Margit Vanek  | kobiety     | 19:20             | 0:59     | 1:04:35                  | 0:41     | 41:29        | 2:06:54 | 45.     | [ 92 ] |

### Wioślarstwo
Mężczyźni
| Zawodnik                  | Konkurencja         | Eliminacje | Eliminacje | Repesaż | Repesaż | Ćwierćfinał | Ćwierćfinał | Półfinał | Półfinał | Finał   | Finał | Miejsce | Źródło |
| Zawodnik                  | Konkurencja         | Czas       | M.         | Czas    | M.      | Czas        | M.          | Czas     | M.       | Czas    | M.    | Miejsce | Źródło |
| ------------------------- | ------------------- | ---------- | ---------- | ------- | ------- | ----------- | ----------- | -------- | -------- | ------- | ----- | ------- | ------ |
| Bendegúz Pétervári-Molnár | jedynka             | 7:12,86    | 2. QF      | BYE     | BYE     | 6:52,80     | 4. SC/D     | 7:18,88  | 1. FC    | 6:57,75 | 2.    | 14.     | [ 93 ] |
| Adrián Juhász Béla Simon  | dwójka bez sternika | 6:59,28    | 3. SA/B    | BYE     | BYE     | —           | —           | 6:29,12  | 4. FB    | 7:03,34 | 3.    | 9.      | [ 94 ] |

### Zapasy
Mężczyźni
Styl wolny
| Zawodnik      | Konkurencja | Kwalifikacje     | 1/8              | Ćwierćfinał      | Półfinał         | Repesaż 1        | Repesaż 2        | Finał/BM         | Finał/BM | Źródło |
| Zawodnik      | Konkurencja | Przeciwnik Wynik | Przeciwnik Wynik | Przeciwnik Wynik | Przeciwnik Wynik | Przeciwnik Wynik | Przeciwnik Wynik | Przeciwnik Wynik | Pozycja  | Źródło |
| ------------- | ----------- | ---------------- | ---------------- | ---------------- | ---------------- | ---------------- | ---------------- | ---------------- | -------- | ------ |
| István Veréb  | −86 kg      | BYE              | Sadułajew P 0-4  | NQ               | NQ               | BYE              | Ceballos P 1-3   | NQ               | 13.      | [ 95 ] |
| Dániel Ligeti | −125 kg     | BYE              | Temengil W 4-0   | Berianidze P 1-3 | NQ               | NQ               | NQ               | NQ               | 7.       | [ 96 ] |

Styl klasyczny
| Zawodnik       | Konkurencja | Kwalifikacje     | 1/8               | Ćwierćfinał      | Półfinał          | Repesaż 1        | Repesaż 2        | Finał/BM         | Finał/BM | Źródło  |
| Zawodnik       | Konkurencja | Przeciwnik Wynik | Przeciwnik Wynik  | Przeciwnik Wynik | Przeciwnik Wynik  | Przeciwnik Wynik | Przeciwnik Wynik | Przeciwnik Wynik | Pozycja  | Źródło  |
| -------------- | ----------- | ---------------- | ----------------- | ---------------- | ----------------- | ---------------- | ---------------- | ---------------- | -------- | ------- |
| Tamás Lőrincz  | −66 kg      | BYE              | Ryu H-s P 0-3     | NQ               | NQ                | NQ               | NQ               | NQ               | 16.      | [ 97 ]  |
| Péter Bácsi    | −75 kg      | Muñoz W 4-0      | Aleksandrow W 4-0 | Mürsəliyev W 3-0 | Madsen P 0-3      | BYE              | BYE              | Abdewali P 1-3   | 5.       | [ 98 ]  |
| Viktor Lőrincz | −85 kg      | Manukyan W 3-0   | Khatri W 4-0      | Assakalov W 3-1  | Czakwetadze P 1-3 | BYE              | BYE              | Kudla P 1-3      | 5.       | [ 99 ]  |
| Balázs Kiss    | −98 kg      | Timczenko W 3-0  | Schön P 1-3       | NQ               | NQ                | NQ               | NQ               | NQ               | 9.       | [ 100 ] |

Kobiety
| Zawodniczka     | Konkurencja | Kwalifikacje        | 1/8                 | Ćwierćfinał         | Półfinał            | Repesaż 1           | Repesaż 2           | Finał/BM            | Finał/BM | Źródło  |
| Zawodniczka     | Konkurencja | Przeciwniczka Wynik | Przeciwniczka Wynik | Przeciwniczka Wynik | Przeciwniczka Wynik | Przeciwniczka Wynik | Przeciwniczka Wynik | Przeciwniczka Wynik | Pozycja  | Źródło  |
| --------------- | ----------- | ------------------- | ------------------- | ------------------- | ------------------- | ------------------- | ------------------- | ------------------- | -------- | ------- |
| Marianna Sastin | −63 kg      | Trażukowa P 0-3     | NQ                  | NQ                  | NQ                  | NQ                  | NQ                  | NQ                  | 17.      | [ 101 ] |
| Zsanett Németh  | −75 kg      | BYE                 | Maniurowa P 1-4     | NQ                  | NQ                  | BYE                 | Ali P 1-3           | NQ                  | 10.      | [ 102 ] |

### Żeglarstwo
Mężczyźni
| Zawodnik        | Konkurencja | Wyścig | Wyścig | Wyścig | Wyścig | Wyścig | Wyścig | Wyścig | Wyścig | Wyścig | Wyścig | Wyścig | Wyścig | Wyścig | Punkty | Finałowa pozycja | Źródło  |
| Zawodnik        | Konkurencja | 1      | 2      | 3      | 4      | 5      | 6      | 7      | 8      | 9      | 10     | 11     | 12     | M      | Punkty | Finałowa pozycja | Źródło  |
| --------------- | ----------- | ------ | ------ | ------ | ------ | ------ | ------ | ------ | ------ | ------ | ------ | ------ | ------ | ------ | ------ | ---------------- | ------- |
| Áron Gádorfalvi | RS:X        | 30.    | 28.    | 29.    | 25.    | 20.    | 20.    | 25.    | DNF    | 26.    | 27.    | 24.    | 23.    | NQ     | 277    | 25.              | [ 103 ] |
| Benjámin Vadnai | Laser       | 9.     | 44.    | 21.    | 21.    | DNF    | 30.    | 30.    | 39.    | 29.    | 25.    | —      | —      | NQ     | 248    | 33.              | [ 103 ] |
| Zsombor Berecz  | Finn        | 9.     | BFD    | 5      | 12.    | 1.     | 7.     | 12.    | 18.    | 16.    | 12.    | —      | —      | NQ     | 92     | 12.              | [ 103 ] |

Kobiety
| Zawodniczka   | Konkurencja  | Wyścig | Wyścig | Wyścig | Wyścig | Wyścig | Wyścig | Wyścig | Wyścig | Wyścig | Wyścig | Wyścig | Wyścig | Wyścig | Punkty | Finałowa pozycja | Źródło  |
| Zawodniczka   | Konkurencja  | 1      | 2      | 3      | 4      | 5      | 6      | 7      | 8      | 9      | 10     | 11     | 12     | M      | Punkty | Finałowa pozycja | Źródło  |
| ------------- | ------------ | ------ | ------ | ------ | ------ | ------ | ------ | ------ | ------ | ------ | ------ | ------ | ------ | ------ | ------ | ---------------- | ------- |
| Sára Cholnoky | RS:X         | 22.    | 14.    | 21.    | 19.    | 24.    | 24.    | 13.    | 22.    | 25.    | DNF    | 25.    | DNF    | NQ     | 235    | 23.              | [ 103 ] |
| Mária Érdi    | Laser Radial | 20.    | 22.    | 1.     | 5.     | 26.    | 20.    | 10.    | 18.    | 9.     | 20.    | —      | —      | NQ     | 125    | 14.              | [ 103 ] |